# Керіма (Тартус)
Керіма (араб. كريمة) — місто в Сирії. Знаходиться в провінції Тартус, у районі Тартус. Є центром однойменної нохії. Розташоване за 30 км на південь від Тартуса. Населення переважно складається з алавітів.